# Eric Graise
Eric Graise (Atlanta, 6 maart 1990) is een Amerikaans acteur en danser.

## Biografie
Graise werd geboren op 6 maart 1990 in Atlanta (Georgia). Als kind werden zijn beide benen geamputeerd, hij gebruikt protheses voor het dagelijks leven en een rolstoel om te dansen.
In 2008 studeerde hij aan de Shorter University. Zijn hoofdvak was muziek in plaats van acteren omdat hij ervan overtuigd was dat hij met zijn handicap geen werk als acteur zou kunnen vinden. Hij stapte vervolgens over naar de University of West Georgia om bedrijfskunde te studeren. Omdat hij audities ging doen en deelnam aan shows en musicals, overtuigden zijn professoren hem om over te stappen op acteren, waarin hij uiteindelijk zijn bachelordiploma behaalde.